# Вормс, Аарон
Аарон Вормс (7 июля 1754 — 2 мая 1836, Мец) — немецкий раввин, главный раввин французского Меца (1832).

## Биография
Родился в 1754 году в деревне Гейслаутерне, близ Саарбрюккена. Образование получил под руководством отца, Авраама Иосифа (нем. Abraham Aberle), большого знатока Талмуда, затем в Мецской раввинской школе, во главе которой стоял раввин Арье-Леб бен-Ашер. Уже в 15 лет произнёс речь в мецской синагоге на талмудическую тему, и с того времени стал писать глоссы. Также изучил каббалу и прекрасно знал «Зогар», который, по его мнению, был составлен танаитом рабби Шимоном бен-Иохаи (Рашби).
Благодаря содействию Арье-Леба он получил раввинское место в Крихингене (1777), но в 1785 г., после смерти своего учителя, был приглашен в Мец в качестве лишь члена раввинской коллегии, так как, чтобы стать главным раввином, правительством требовалось знание французского языка; и всё же позднее, в 1832 году, он был утверждён правительством в качестве главного раввина Меца.
Иногда высказывал взгляды, клонившиеся к еврейской реформе. Французская революция оказала на него сильное влияние. Он стал надевать форму национальной гвардии и сбрил бороду. Он порицал евреев за нежелание заниматься ремёслами (сам он сына Илию отдал в обучение к ремесленнику).
В качестве члена созванного Наполеоном I Синедриона (1806—1807) он составил записку об «отношениях евреев к неевреям по раввинскому законодательству», в которой доказывал, что под «неевреями» в Талмуде разумеются язычники и потому изложенные там постановления не могут служить руководством в настоящее время. Обнаруживал либеральный образ мыслей и в ритуальных вопросах, будучи, вероятно, единственным консервативным раввином того времени, открыто заявившим, что лучше молиться на отечественном языке, чем произносить молитвы по-еврейски, не понимая их содержания. Ввиду этого он не присоединился к агитации против реформы в гамбургской синагоге и сочувственно относился к идее открытия в Меце еврейской школы с общеобразовательными предметами; он обратился по этому поводу к членам общины с двумя посланиями, составленными в духе известных писем Гартвига Вессели. Вормс настаивал на исключении из богослужения пиутов, об авторах которых он отзывался с насмешкой. Он был врагом всяких суеверий и предрассудков, несочувственно относился к тем обрядам, которые, совсем не будучи обязательны по закону, были основаны лишь на долголетнем обычае, и неоднократно выражал неудовольствие по поводу того, что Моисей Иссерлес желал сделать обязательными для всех без исключения евреев лишь одни польские обычаи.
Умер в Меце в 1836 году.

## Труды
- «Meore Or» (Мец, 1789—1830) — критические заметки и комментарий к большинству талмудических трактатов и на значительную часть «Шулхан аруха», отдел «Орах Хаим[англ.]». Сочинение было издано анонимно и обнаруживает в авторе способность к самостоятельному мышлению и критический ум. Один христианин, поклонник Вормса, заявил, что, если бы автор ограничился составлением лишь половины книги, то и тогда он имел бы право на кафедру в любой европейской академии.[2]
- Составил краткие заметки к махзору и пасхальной агаде.
- «Malbuschim» — комментарий на Библию,

А также проповеди, «Sefer ha-Aruch» и комментарии на Песикту, «Tana debe Eliahu rabba» и «Zutarta»; молитвенник, составленный по «Зогару».
Все эти сочинения, за исключением комментария на Библию, сохранившегося в рукописи y семейства Л. М. Ламберто в Меце, были уничтожены — согласно предсмертной воле их автора — и известны лишь по цитатам, приведённым в изданном его труде.